# Panella
La panella è una frittella di farina di ceci, tipico cibo da strada della cucina siciliana, in particolare palermitana.

## Storia
Già in epoca romana imperiale i ceci erano largamente usati in cucina, specialmente sotto forma di farinata, ossia farina di ceci impastata con acqua e cotta; così com'era consumata dai greci, in tutta l'area della cosiddetta "Mezzaluna fertile" e soprattutto nel subcontinente indiano. Forse le prime panelle erano cotte sulla pietra nei forni verticali, usati nell'entroterra siculo per cuocere il pane di forma piatta. L'usanza di friggere le panelle cominciò probabilmente durante il dominio francese, dato che gli Angioini erano particolarmente ghiotti di fritture a base di ceci.

## La ricetta

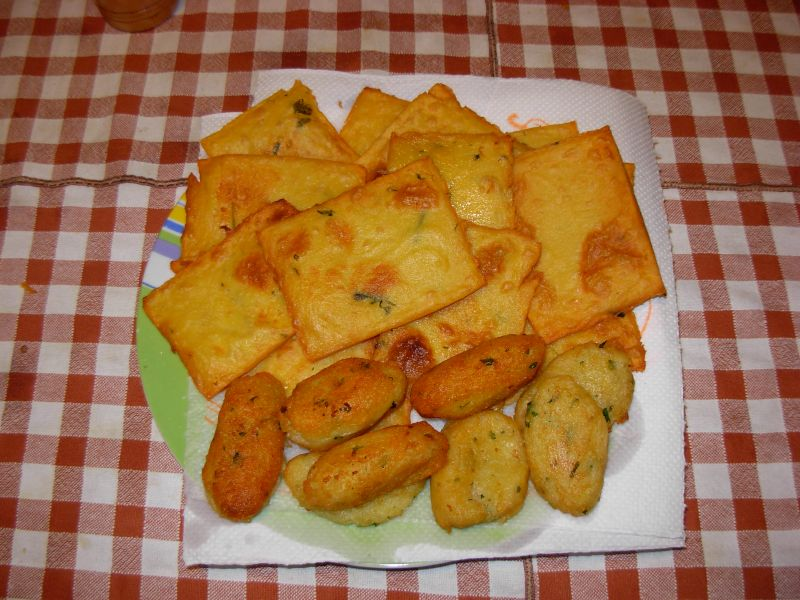
Panelle e Cazzilli

Le panelle vengono preparate con farina di ceci, acqua e prezzemolo. La farina viene sciolta in acqua salata e viene girata con un mestolo a fuoco medio fino a farla diventare una pasta cremosa, poi viene stesa su un piano, tagliata, meglio se spalmata in piattini appositi, e poi fritta.
Le panelle possono essere consumate da sole, condite a piacere con sale, pepe e limone, oppure insieme ad altri fritti tipici siciliani, come le crocchè e i cazzilli. Tuttavia il modo più diffuso di mangiarle è il pane e panelle: in questo caso esse vengono adoperate come farcitura di mafalde o vastedde, forme di pane con la crosta ricoperta di semi di sesamo (in Sicilia detto "cimino", "gigiolena" o giuggiulena); lo stesso pane è usato per il Pani câ mèusa, altro cibo tipico siciliano. In questa preparazione si aggiunge spesso formaggio parmigiano grattugiato, olio, sale, pepe e talvolta anche delle crocché.
Una variante dolce delle panelle è abitualmente preparata il 13 dicembre, per la festa di Santa Lucia. Alla farina di ceci vengono aggiunti zucchero, burro o strutto; spesso vengono servite ripiene di crema pasticcera.